# Médéric Charot
Médéric Léon Louis Philippe Charot, né le 28 avril 1845 à Chevru et mort le 25 mai 1916 à Saint-Denis, est un écrivain français.

## Biographie
D'origine modeste, il écrit durant le règne de Louis-Philippe, faisant partie de la vague d'écrivains issue des campagnes. Il s'illustre d'abord dans la poésie puis dans le roman, et le théâtre. George Sand a préfacé son ouvrage Jacques Dumont.
L’Académie française lui décerne le prix Lambert en 1884 pour Croquis et Rêveries, le prix Xavier-Marmier en 1904 et le prix Monbinne en 1909.

## Œuvres
- Ma première gerbe, poésie, 1867
- Petites Pages poétiques, 1868
- Jacques Dumont, préface de George Sand, collection de la Bibliothèque contemporaine, M. Lévy, 1876
- Les Peupliers de Jean Lefèvre, 1878
- La Chanson du berger. Le Récit d'un buveur d'eau. Les Peupliers de Jean Lefèvre, E. Dentu , 1880
- À cœur vaillant rien d'impossible, comédie en 1 acte, mêlée de chant, musique de l'auteur
- Croquis et Rêveries. Carnet d'un garde mobile, Esquisses et impressions, 1884
- Pour l'art et pour le bien, Cornely Édouard & Cie, 1900
- Un mauvais déjeuner, comédie en 1 acte, 1906
- Jérôme Bonhommet, Gedalge, 1940